# Valenciennes (St-Roch) Communal Cemetery
Le cimetière « Valenciennes (St-Roch) Communal Cemetery  » est un cimetière militaire  de la Première Guerre mondiale situé sur le territoire de la commune de Valenciennes, Nord. 

## Localisation
Ce cimetière est situé à l'intérieur du cimetière communal Saint-Roch, avenue Duchesnois.

## Historique
Occupé dès la fin août 1914 par les troupes allemandes, Valenciennes  est restée loin du front jusqu'au 1er novembre 1918, date à laquelle le Corps d'armée canadien en pris possession, 5 000 civils ont été retrouvés dans la ville après le départ des Allemands. Le cimetière communal de Saint-Roch a d'abord été utilisé par les Allemands en août et septembre 1914. C'est à partir de novembre 1918 que les soldats du  Commonwealth ont été inhumés à cet endroit. Après l'armistice, les corps de soldats inhumés dans des cimetières provisoires des environs y ont été regroupés .

## Caractéristique
Le cimetière contient maintenant 885 sépultures et commémorations du Commonwealth de la Première Guerre mondiale dont 37 ne sont pas identifiées. 

## Sépultures
| Pays             | Sépultures |
| ---------------- | ---------- |
| Royaume-Uni      | 695        |
| Canada           | 152        |
| Nouvelle-Zélande | 5          |
| Australie        | 30         |
| Afrique du Sud   | 3          |
| Total            | 885        |

### Liens Externes
http://www.inmemories.com/Cemeteries/valenciennes.htm